# Rumphiusstraat
De Rumphiusstraat is een straat op de Oostelijke Eilanden in Amsterdam-Centrum.
De straat, die alleen toegankelijk is voor voetgangers en (brom-)fietsers ligt tussen de Conradstraat en de Isaac Titsinghkade. De straat kreeg pas in 2005 haar naam, een vernoeming naar Georg Everhard Rumphius. Ze ligt op het voormalige terrein van de NSM. Die scheepswerf bouwde rond 1908 het ss 'Rumphius' voor de Koninklijke Paketvaart Maatschappij dat in 1934 uit de vaart werd genomen en in 1937 gesloopt. De circa 100 meter lange straat kent behoudens een gebouw dat aan de NSM toebehoorde geen enkele bebouwing en heeft derhalve geen postcode toegewezen gekregen. De straat loopt dood op het INIT-gebouw.  